# EMI Records
EMI Records es un sello discográfico británico. Fue fundado por la compañía EMI en 1972 como su sello insignia y se puso en marcha en enero de 1973 como sucesor de su sello Columbia. El sello EMI fue lanzado en todo el mundo.

## Historia
"EMI Records Ltd." como una entidad legal fue fundada en 1957 como el nexo de fabricación y distribución de EMI en el Reino Unido. Manejó varios sellos de EMI. El éxito global del que EMI disfrutó en la década de 1960 expuso el hecho de que la empresa tenía los derechos para las marcas comerciales solo en algunas partes del mundo, sobre todo de His Master's Voice y de Columbia, mientras que RCA Victor Records y American Columbia Records tenían los derechos de esas marcas en América del Norte.
Mediante la compra de Oriole Records, American Columbia comenzó a formar sus propias operaciones en el Reino Unido, y cambió su nombre por el de su empresa matriz CBS (la designación legal de la marca lleva el nombre completo de la empresa matriz, "Trade Mark of Columbia Broadcasting System, Inc."). CBS Records International comenzó a convertirse en un gran éxito, y en un serio rival de EMI en el Reino Unido.
EMI Records recogió la nómina de English Columbia y firmó nuevos contratos que se convirtieron en éxitos mundiales, como Kraftwerk, Queen, Pink Floyd, Olivia Newton-John, Iron Maiden, Kate Bush, Sheena Easton y Robbie Williams (aunque algunos de esos artistas estaban en diferentes sellos en los Estados Unidos, no en Capitol Records que pertenecía a EMI).
En 2010, EMI Records abrió una división de música country, EMI Records Nashville, que incluye a Troy Olsen, Alan Jackson, Kelleigh Bannen y Eric Church en su nómina. EMI Records Nashville funciona como un sello hermano de Capitol Nashville.
El artista más prolífico de Australia, el cantante de música country Slim Dusty, firmó con Columbia Graphophone Company para el sello Regal Zonophone en 1946 y permaneció con EMI hasta su muerte en 2003, vendiendo más de siete millones de discos para el sello en Australia hasta 2007.

## Actualidad
En la actualidad, EMI Records es el único sello discográfico (bajo el nombre de Virgin EMI Records) que todavía tiene la marca EMI después de la adquisición de EMI por parte de Universal Music Group en septiembre de 2012. EMI Christian Music Group fue renombrado a Capitol Christian Music Group. EMI Classics fue vendido a Warner Music Group en febrero de 2013. Después de la aprobación regulatoria de la Unión Europea, EMI Classics fue absorbida por Warner Classics en julio de 2013.
Algunos artistas de EMI Records como Steve Harley & Cockney Rebel, David Bowie, Duran Duran, Marillion, Pink Floyd, y Kajagoogoo son considerados parte de Parlophone, que también fue adquirido por Warner. Los tres primeros álbumes de Kate Bush también fueron parte del acuerdo, pero su producción restante (desde 1981 en adelante) era propiedad de su propia compañía, y EMI solo tenía las licencias, las cuales recuperó en 2011. Queen había sido movido de EMI a Universal con la venta de EMI, y su catálogo ahora es administrado por Virgin EMI Records (el cual absorbió a Island Records) fuera de América del Norte.
En Japón, Universal Music Japan hizo una reorganización de sellos en febrero de 2014, y trasladó a más de la mitad de los artistas de EMI Records Japan a Nayutawave Records, renombrado simplemente a EMI Records.